# Бел Темпо
Бел Темпо био је југословенски и српски поп рок и џез бенд из Београда, који су основали Влада и Сузана Петричевић.

## Историјат
Бенд су 1986. године у Београду основали брат и сестра Владимир Влада Петричевић (гитара, клавијатуре и вокал) и Сузана Петричевић (вокал). Групу су назвали Бел Темпо по истоименој позоришној представи Боре Ћосића. Пре тога, Сузана је дипломирала на Факултету драмских уметности Универзитета уметности у Београду и постала глумица Народног позоришта у Београду и Звездара театра. Сузана је прву песму снимила на албуму Момчила Бајагића Бајаге Позитивна географија, под називом Папалине. Владимир је пре почетка рада у групи дипломирао на Универзитету уметности у Београду, одсеку за пијанисту, али је знао да свира и гитару.
Истоимени албум бенд је објавио 1987. године под окриљем издавачке куће ПГП РТБ, а албум садржи поп-рок звуке за елементима џеза. Све песме са албума писао је Владимир, изузев песме Поведи ме, за коју је текст написала Сузана. На албуму се такође налази песма Зашто не смем да те љубим, која је обрада мађарске песме. На албуму је гостовао Ненад Стефановић Јапанац (бас гитара), Александар Ралев (клавијатуре) и Папа Ник (удараљке). Такође на неким песмама гостовао је Владимир Рацковић, који је пре тога био у акустичном рок бенду Одисеја. Албум је имао већи успех у Загребу него у Београду, па је бенд често наступао у загребачком клубу Кулушић.
Након пет година, 1992. године бенд је објавио други студијски албум под називом Modesty. Током снимања песама за албум, бенд је био инспирисан ликом из стрипа Модести Блејз, а аутори песама били су Влада и Сузана. На албуму су гостовали Саша Локнер (клавијатуре), Александар Јелић (бас гитара), Ненад Петровић (саксофон) и многи други музичари. Након објављивања албума бенд је престао са радом. Сузана је након тога наступала у београдском џез клубу Табу, а Владимир је радио као уредник на Радио-телевизији Србије.
Бенд се поново окупио 1996. године на МЕСАМ фестивалу, где су извели песму Љубомора. Након тога, Владимир је престао да се бави музиком, али се појавио као аутор песама Буди ми друг и Једна песма коју волим, које је објавила Марина Перазић на њеном албуму Иста као море, 1998. године.

## Дискографија

### Студијски албуми
- (1987)
- (1992)

### Синглови
- "Љубомора" (1996)